# Diesel and Dust
Diesel and Dust (рус. «Дизель и пыль») — шестой студийный альбом австралийской рок-группы Midnight Oil. Выпущен в августе 1987 года на лейбле Columbia Records. Содержит одни из наиболее известных и популярных композиций в творчестве группы — «Beds Are Burning» и «The Dead Heart».
Популярным американским журналом Rolling Stone альбом Diesel and Dust поставлен на 13-е место в списке из 100 лучших альбомов 80-х годов. Помимо этого, в 2010 году, пластинка заняла 1-е место в книге «100 лучших австралийских альбомов» (англ. 100 Best Australian Albums).

## Об альбоме
Альбом стал чрезвычайно популярным прежде всего на своей родине — Австралии, где было реализовано порядка 490 000 копий данного альбома.
Австралийская ассоциация звукозаписывающих компаний присвоила альбому 7-кратный платиновый статус. Также, пластинка долгое время удерживала первую позицию в австралийских чартах.
Продюсером выступил британский продюсер Уорн Лайвси.

## Сертификация
- ARIA (Австралия) — семикратно платиновый, высшее достижение коллектива.[1]
- RIAA (США) — платиновый. Статус присвоен 21 ноября 1988.[2]
- CRIA (Канада) — трижды платиновый. Статус присвоен 16 сентября 1988.[3]
- BVMI (Германия) — платиновый. Статус присвоен в 1993 году.[4]

## Список композиций
| №                   | Название               | Автор(ы)               | Длительность |
| ------------------- | ---------------------- | ---------------------- | ------------ |
| 1.                  | «Beds Are Burning»     | Гарретт, Херст, Могини | 4:14         |
| 2.                  | «Put Down That Weapon» | Гарретт, Херст, Могини | 4:38         |
| 3.                  | «Dreamworld»           | Гарретт, Херст, Могини | 3:36         |
| 4.                  | «Arctic World»         | Гарретт, Могини        | 4:21         |
| 5.                  | «Warakurna»            | Могини                 | 4:38         |
| 6.                  | «The Dead Heart»       | Гарретт, Херст, Могини | 5:10         |
| 7.                  | «Whoah»                | Гарретт, Могини        | 3:50         |
| 8.                  | «Bullroarer»           | Гарретт, Херст, Могини | 4:58         |
| 9.                  | «Sell My Soul»         | Гарретт, Могини        | 3:35         |
| 10.                 | «Sometimes»            | Гарретт, Херст, Могини | 3:53         |
| Общая длительность: | Общая длительность:    | Общая длительность:    | 46:37        |

| №   | Название                                       | Автор(ы)                                | Длительность |
| --- | ---------------------------------------------- | --------------------------------------- | ------------ |
| 11. | «Gunbarrel Highway (бонус-трек на CD-издании)» | Гарретт, Гиффорд, Херст, Моджини, Ротси | 3:38         |

## Участники записи
- Питер Гарретт — вокал;
- Джим Могини — гитара, клавишные;
- Мартин Ротси — гитара;
- Питер Гиффорд — бас-гитара;
- Роберт Хёрст — ударные.
- Продюсер — Уорн Лайвси.

## Кавер-версии песен
- Немецкая рок-группа Sinner выпустила кавер-версию композиции «Beds Are Burning» в 1993 году.
- Американская рок-группа Pearl Jam записала кавер-версию песни «Beds Are Burning» в 2006 году.

Также существуют кавер-версии данной композиции от таких групп, как: Augie March (в 2001-м), Novaspace (в 2004-м) и др.

## Позиции в хит-парадах и сертификации
Годовые чарты:
| Хит-парад (1989)       | Позиция |
| ---------------------- | ------- |
| Европа (Music & Media) | 35      |